# تشن يي (سياسي)
تشن يي (بالصينية: 陳儀) هو عسكري وسياسي صيني، ولد في 3 مايو 1883 في شاوكسينج في الصين، وتوفي في 18 يونيو 1950 في تايبيه في تايوان بسبب إعدام رميا بالرصاص. حزبياً، نشط في الكومينتانغ.